# Sou fräi
Chansons représentant le Luxembourg au Concours Eurovision de la chanson
Un baiser volé
(1991) Donne-moi une chance
(1993)
Sou fräi (en français, Si libre) est la chanson représentant le Luxembourg au Concours Eurovision de la chanson 1992. Elle est interprétée par Marion Welter accompagnée du groupe Kontinent.

## Eurovision
Le radiodiffuseur luxembourgeois, RTL Hei Elei (succédant à RTL Télévision), organise une sélection nationale, pour sélectionner la chanson représentant la Luxembourg au Concours Eurovision de la chanson 1992, l'artiste ayant été sélectionné en interne. C'est la cinquième fois que le Luxembourg présente un artiste originaire du pays.
Le choix se fait entre deux chansons en luxembourgeois. C'est la seconde fois que le Luxembourg présente une chanson dans cette langue, après So laang we's du do bast interprétée par Camillo Felgen en 1960 qui termine 13e et dernier, recevant un seul point de la part du jury italien.
La chanson fait aussi l'objet d'une adaptation en anglais So Free et en français Au vent des libertés.
La chanson est la quatorzième de la soirée, suivant Mister Music Man interprétée par Daisy Auvray pour la Suisse et précédant Zusammen geh'n interprétée par Tony Wegas pour l'Autriche.
À la fin des votes, elle obtient 10 points, provenant tous du jury de Malte, et finit à la 21e place sur vingt-trois participants.

### Points attribués au Luxembourg
| 12 points | 10 points | 8 points | 7 points | 6 points |
| --------- | --------- | -------- | -------- | -------- |
|           | - Malte   |          |          |          |
| 5 points  | 4 points  | 3 points | 2 points | 1 point  |
|           |           |          |          |          |